# Pietro, der Korsar
Pour plus de détails, voir Fiche technique et Distribution.
Pietro, der Korsar (en français, Pietro le corsaire) est un film allemand réalisé par Arthur Robison, sorti en 1925.

## Synopsis
Pietro, le fils d'un marchand d'huiles de la côte italienne, était corsaire autrefois. Il observe en permanence du fort de l'île. Quand un corsaire de son père vient par surprise, Pietro l'accable. Le corsaire peut s'enfuir. Pietro et sa famille craignent la vengeance des corsaires. Mais il est capturé par les corsaires de Salvatore qui doit la vie à Pietro. Pietro se plie aux règles des hommes de mer. Lors d'une attaque d'un navire marchand, Salvatore est grièvement blessé. Il est amené chez un médecin. Là, il tombe amoureux de sa fille Juana. Ils l'emmènent au château. Peu après, elle se désintéresse de lui, elle n'a d'yeux que pour Pietro. Entre Pietro et Salvatore, il y a maintenant la jalousie. Ils se livrent à un duel au couteau. Alors que Salvatore s'apprête à donner un coup à Pietro, Juana s'interpose pour les arrêter mais prend le coup.

## Fiche technique
- Titre : Pietro, der Korsar
- Réalisation : Arthur Robison
- Scénario : Artur Robison d'après le roman Pietro der Korsar und die Jüdin Cheirinca de Wilhelm Hegeler (de)
- Musique : Giuseppe Becce
- Direction artistique : Albin Grau
- Costumes : Albin Grau
- Photographie : Fritz Arno Wagner, George Schnéevoigt, Rudolph Maté
- Production : Erich Pommer
- Sociétés de production : UFA
- Société de distribution : UFA
- Pays de production : Allemagne  République de Weimar
- Langue : allemand
- Format : Noir et blanc - 1,33:1 - 35 mm
- Genre : Pirates
- Durée : 107 minutes
- Dates de sortie :
  - Allemagne  République de Weimar : 19 février 1925.
  - Royaume-Uni : 29 novembre 1926.

## Distribution
- Paul Richter : Pietro
- Aud Egede-Nissen : Juana
- Rudolf Klein-Rogge : Salvatore
- Fritz Richard : Le père de Pietro
- Frida Richard : Giulia, la mère de Pietro
- Walter von Allwörden (de) : Tomaso, le frère de Pietro
- Lilian Stevens : Nina, la femme de Tomaso
- Robert Garrison (de) : Ruffio
- Jakob Tiedtke : Piombolo
- Georg John : Beppo
- Lydia Potechina : Marcella

## Source de la traduction
- (de) Cet article est partiellement ou en totalité issu de l’article de Wikipédia en allemand intitulé « Pietro, der Korsar » (voir la liste des auteurs).